# ジャン＝フランソワ・ジェルビヨン
ジャン＝フランソワ・ジェルビヨン（Jean-François Gerbillon、1654年6月11日 - 1707年3月25日）は、フランスのイエズス会修道士。ルイ14世のもとで組織されて中国入りした5人の宣教師のひとりで、ネルチンスク条約の締結に活躍した。
中国名は張誠（Zhāng Chéng）。

## 略歴
ジェルビヨンはヴェルダンで生まれ、1670年にイエズス会に入会した。ルイ14世のもとで組織された6人の宣教師（うち5人が実際に中国に赴任）のひとりとして、シャム・寧波を経由して、1688年に北京に到着した。5人のうち、ジェルビヨンとブーヴェは康熙帝の数学教師として北京の宮中にはいった。
1689年にネルチンスク条約を結ぶとき、ジェルビヨンはトマス・ペレイラとともにソンゴトゥを助けてロシアとの通訳および交渉に従事した。ジェルビヨンは満州・蒙古を合計8回訪問した。その多くは測量目的であった。
1693年にフランス人宣教師は康熙帝の病気を治すことができた。その褒美として、北京に新しい教会（北堂）を建設することが許可された。教会は1703年に完成した。
ポルトガルはアジアでのキリスト教布教を委任されており（padroado）、フランスが勝手に宣教師を送りこむことに反対した。この問題に対処するために、1700年にフランス人宣教師はほかの宣教師から分けられた。ジェルビヨンはフランス人宣教師の長に就任した。
1705年に教皇の特使としてシャルル＝トマ・マヤール・ド・トゥルノンが中国に到着した。トゥルノンが儒教とキリスト教を両立しないものとしたことに康熙帝は怒り、会談は決裂した。会談の間に立ったジェルビヨンは康熙帝の信用を失った。ジェルビヨンは1707年に北京で没した。
ジェルビヨンによる満州・蒙古旅行の記録は、後にジャン＝バティスト・デュ・アルドによって出版された。